# Ненаглядний мій
«Ненаглядний мій» — радянський телефільм 1983 року, знятий режисером Артуром Войтецьким на Кіностудії ім. О. Довженка.

## Сюжет
Телефільм за мотивами оповідання Віктора Астаф'єва «Тривожний сон». Фаїна вийшла заміж незадовго до війни. Вона одна виховує дочку, зберігаючи вірність чоловікові, який загинув на війні.

## У ролях
- Тетяна Шестакова — Фаїна
- Віталій Базін — Василь
- Юрій Гребенщиков — Суслопаров

## Знімальна група
- Режисер — Артур Войтецький
- Сценаристи — Віктор Астаф'єв, Артур Войтецький
- Оператор — Валерій Рожко
- Художник — Анатолій Мамонтов
- Художник-декоратор- Валерій Софронов